# Pričac
Pričac su naselje u općini Oriovac, u Brodsko-posavskoj županiji. 
Pričac se nalazi na nasipu za obranu od poplave rijeke Save od čijeg je korita udaljen manje od jedan kilometar. Pričac je od centra općine Oriovca udaljen 8 km, a od centra županije grada Slavonskoga Broda 30 km.

## Povijest
Pričac se od osnutka nalazio pokraj rijeke Save sve do 1960. zbog čestih poplava. Do teritorijalnog preustroja Hrvatske bio je u sastavu stare općine Slavonski Brod.

## Zemljopis
Pričac se nalazi 7 km sjeverozapadno od Oriovca na obali rijeke Save, susjedna naselja su Živike i Lužani na sjeveru te Slavonski Kobaš na zapadu.

## Stanovništvo
Prema popisu stanovništva iz 2011. godine Pričac je imao 103 stanovnika, dok je 2001. godine imao 132 stanovnika, od čega 130 Hrvata. 
| broj stanovnika | 233   | 214   | 213   | 253   | 241   | 264   | 233   | 241   | 222   | 207   | 188   | 178   | 139   | 152   | 132   | 103   | 90    |
|                 | 1857. | 1869. | 1880. | 1890. | 1900. | 1910. | 1921. | 1931. | 1948. | 1953. | 1961. | 1971. | 1981. | 1991. | 2001. | 2011. | 2021. |